# Rufus (groupe)
Pour les articles homonymes, voir Rufus (homonymie).
Rufus est un groupe de funk américain originaire de Chicago. Il est surtout connu pour avoir lancé la carrière de la chanteuse Chaka Khan, apparaissant alors sous divers alias comme Rufus & Chaka Khan et Rufus featuring Chaka Khan.
Leurs chansons les plus notables sont Tell Me Something Good (1974, Grammy Award de la meilleure prestation R&B par un duo ou un groupe avec chant), Sweet Thing (1975) et Ain't Nobody (1983, Grammy Award de la meilleure prestation R&B par un duo ou un groupe avec chant).

## Discographie
- 1973 : Rufus
- 1974 : Rags to Rufus
- 1974 : Rufusized
- 1975 : Rufus featuring Chaka Khan
- 1977 : Ask Rufus
- 1978 : Street Player
- 1979 : Numbers
- 1979 : Masterjam
- 1981 : Party 'Til You're Broke
- 1981 : Camouflage
- 1983 : Seal in Red
- 1982 : The Very Best of Rufus featuring Chaka Khan (Compilation)
- 1983 : Stompin' at the Savoy – Live (Album live)